# Roberto Sgambelluri
Roberto Sgambelluri (Melito di Porto Salvo, 6 aprile 1974) è un ex ciclista su strada italiano.
Professionista dal 1997 al 2004, vinse il Giro Baby e una tappa al Giro d'Italia e fu medaglia d'argento under-23 nei campionati del mondo 1996 sia in linea che a cronometro.

## Carriera
Nato a Melito di Porto Salvo e cresciuto a Siderno, può vantare alcune importanti vittorie agli albori della sua carriera. Nel 1996, ancora dilettante, vinse il Giro d'Italia baby e ottenne due argenti (prova a cronometro e prova in linea) ai mondiali under-23 di Lugano.
Passato professionista nel 1997 con la Brescialat-Oyster, vinse per distacco la sesta tappa, da Arezzo a Lanciano, del Giro d'Italia di quello stesso anno. Il suo migliore piazzamento in classifica generale ad un Giro d'Italia fu il decimo posto del 1999; l'ultimo Giro d'Italia a cui partecipò fu invece quello del 2001.
Nel 2002 si ruppe una clavicola in una caduta alla Milano-Sanremo, e qualche mese più tardi venne deferito, assieme a Gilberto Simoni, per doping (i due erano risultati positivi ad un controllo in data 24 aprile). Tornò alle corse nel 2004 con la Vini Caldirola-Nobili Rubinetterie, partecipando alla Vuelta a España e ritirandosi dall'attività al termine della stagione.

## Palmarès
- 1996

Classifica generale Giro d'Italia dilettanti
- 1997

6ª tappa Giro d'Italia (Rieti > Lanciano)
- 1998

1ª prova Trofeo dello Scalatore
Classifica generale Trofeo dello Scalatore

## Piazzamenti

### Grandi giri
- Giro d'Italia

1997: 32º
1998: 19º
1999: 10º
2000: 33º
2001: 33º
2002: non partito (12ª tappa)
- Vuelta a España

1997: ritirato (20ª tappa)
1998: 37º
2000: 37º
2001: 63º
2004: 79º

### Classiche
- Milano-Sanremo

1998: 30º
- Liegi-Bastogne-Liegi

1998: 53º
- Giro di Lombardia

2000: 39º
2004: 42º

### Competizioni mondiali
- Campionati del mondo

Lugano 1996 - In linea Under-23: 2º
Lugano 1996 - Cronometro Under-23: 2º

## Riconoscimenti
- Premio Italia under 23 nel 1996